# Liste von Bergen in Iran
Dies ist eine Liste von Bergen in Iran:

## MittleresElburs-Gebirge

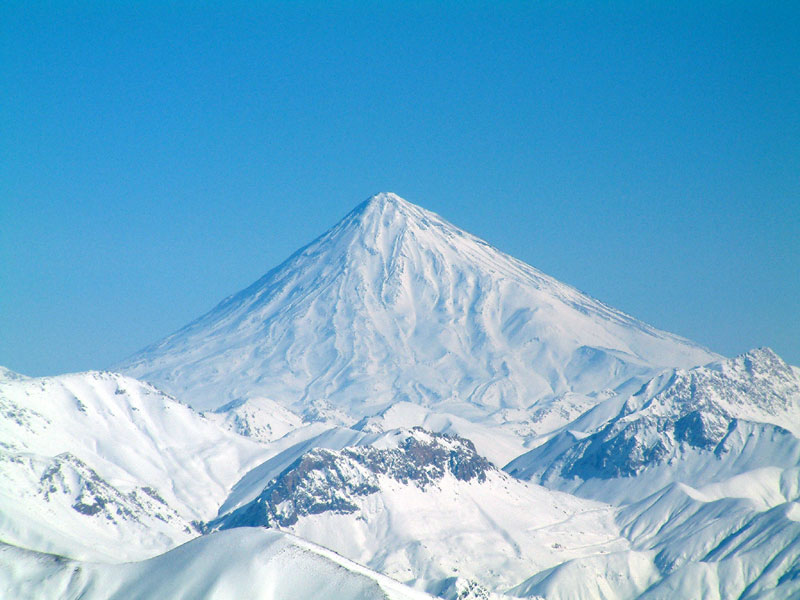
Damawand – Amol

| Berg          | Höhe (m) |
| ------------- | -------- |
| Damawand      | 5604     |
| Kholeno       | 4385     |
| Āzād Kuh      | 4355     |
| Nāzer         | 4350     |
| Palūn Gardān  | 4250     |
| Kolūn Bastak  | 4200     |
| Saraktschāl   | 4150     |
| Varavascht    | 4100     |
| Kharsang      | 4100     |
| Totschāl      | 3960     |
| Mehr Tschāl   | 3920     |
| Ātasch Kuh    | 3850     |
| Schāh Neschīn | 3850     |
| Binālūd       | 3211     |
| Scharbak      | 1694     |

## Tacht-e Suleiman-Massivim mittleren Elburs-Gebirge
| Berg             | Höhe (m) |
| ---------------- | -------- |
| Ālam Kuh         | 4850     |
| Nord Khersān     | 4680     |
| Süd Khersān      | 4659     |
| Takht-e-Suleyman | 4659     |
| Siāhsang         | 4604     |
| Haft Khān        | 4537     |
| Tschalūn         | 4516     |
| Süd Siāhgūk      | 4500     |
| Nord Siāhgūk     | 4445     |
| Siāh Kamān       | 4472     |
| Schāneh Kuh      | 4465     |
| Kalāhū           | 4412     |
| Gardūn Kuh       | 4402     |
| Miān-Setschāl    | 4348     |
| Laschgarak       | 4256     |
| Zarin Kuh        | 4200     |
| Alānehsar        | 4050     |
| Korma Kuh        | 4020     |
| Pasand Kuh       | 4000     |
| Sihleiz          | 3975     |

## Westliches Elburs-Gebirge
| Berg          | Höhe (m) |
| ------------- | -------- |
| Siālān        | 4250     |
| Schāh Alborz  | 4200     |
| Khāschetschāl | 4180     |
| Nāz           | 4100     |
| Kāhar         | 4050     |

## Kopet-Dag-Gebirge
| Berg           | Höhe (m) |
| -------------- | -------- |
| Kuh-e Qutschān | 3191     |

## Kuhrud-Gebirge
| Berg            | Höhe (m) |
| --------------- | -------- |
| Kuh-e Lāleh Zar | 4374     |
| Schīr Kuh       | 4075     |
| Kuh-e Karkas    | 3896     |

## Zagros-Berge
| Berg          | Höhe (m)            |
| ------------- | ------------------- |
| Zard Kuh      | 4221                |
| Denā          | 4459 (Bijan 3 Berg) |
| Oschtoran Kuh | 4050                |
| Alvand Kuh    | 3570                |
| Schaho        | 3390                |
| Qezel Arsalān | 3250                |
| Jahanbin      | 3221                |

## Hazaran-Massiv
| Berg                        | Höhe (m) |
| --------------------------- | -------- |
| Kuh-e-Hazārān / Kuh-e Hazār | ca. 4500 |

## Berge inAserbaidschan (Iran)
| Berg    | Höhe (m) |
| ------- | -------- |
| Sabalān | 4811     |
| Sahand  | 3710     |